# Rallye Monte-Carlo 2015
Le Rallye Monte-Carlo 2015 est la 1re manche du championnat du monde des rallyes 2015. Il s'est déroulé du 22 au 25 janvier 2015 avec un Shakedown à Gap le 22 et l'arrivée le dimanche 25 sur le parvis du Palais de Monaco.
Au terme des 15 épreuves spéciales le rallye s'est terminé avec une nouvelle victoire du vainqueur 2014 Sébastien Ogier et un triplé de l'équipe Volkswagen Motorsport.

## Présentation et déroulement
Le rallye s'est déroulé en 4 étapes sur les routes des Alpes-de-Haute-Provence, des Hautes-Alpes, de l'Isère et des Alpes-Maritimes dans le sud-est de la France.
Partie de Monaco, la première étape avec ses deux spéciales de nuit dans les Alpes-de-Haute-Provence voit le retour de Sébastien Loeb qui s'impose avec 30 secondes d'avance sur Sébastien Ogier. Lors de la deuxième spéciale, Ogier réduit l'écart en reprenant 17 secondes.
La deuxième étape, entre Isère et Hautes-Alpes, voit une bagarre intéressante sur chaque spéciale avec notamment Robert Kubica qui signe 3 des 5 scratch de la journée, mais la régularité d'Ogier sur ses terres natales et un regrettable incident pour Loeb voient le champion en titre prendre la tête du général pour la conserver jusqu'au sacre à Monaco.
La troisième spéciale débute sur une déception des spectateurs qui, trop nombreux sur les abords du parcours, contraignent l'organisation à annuler la première spéciale. Sur la suite de la journée, Ogier assure sa première place en gardant une marge de sécurité sur son coéquipier Jari-Matti Latvala pendant que Kubica et Loeb reprennent un scratch chacun, accompagné par Kris Meeke sur la dernière épreuve de la journée.
La dernière journée, sur les hauteurs des Alpes-Maritimes et avec le célèbre col de Turini, voit une confirmation de Meeke qui signe deux meilleurs temps (ES13 et Power Stage). Quant à Sébastien Loeb, il réalise le temps scratch lors de l'ES14. Mais à l'arrivée à Monaco c'est bien Sébastien Ogier qui termine en tête devant ses coéquipiers de Volkswagen Jari-Matti Latvala et Andreas Mikkelsen, 2e et 3e.

## Résultats

### Classement final
| Rang | Pilote             | Copilote         | Numéro | Voiture               | Écurie                      | Temps             | Écart          | Points |
| ---- | ------------------ | ---------------- | ------ | --------------------- | --------------------------- | ----------------- | -------------- | ------ |
| 1.   | Sébastien Ogier    | Julien Ingrassia | 1      | Volkswagen Polo R WRC | Volkswagen Motorsport       | 3 h 36 min 40 s 2 | -              | 25     |
| 2.   | Jari-Matti Latvala | Miikka Anttila   | 2      | Volkswagen Polo R WRC | Volkswagen Motorsport       | 3 h 37 min 38 s 2 | +58 s 0        | 191    |
| 3.   | Andreas Mikkelsen  | Ola Floene       | 9      | Volkswagen Polo R WRC | Volkswagen Motorsport       | 3 h 38 min 52 s 5 | +2 min 12 s 3  | 15     |
| 4.   | Mads Ostberg       | Jonas Andersson  | 12     | Citroen DS3 WRC       | Citroën Total Abu Dhabi WRT | 3 h 39 min 23 s 8 | +2 min 43 s 6  | 12     |
| 5.   | Thierry Neuville   | Nicolas Gilsoul  | 7      | Hyundai i20 WRC       | Hyundai World Rally Team    | 3 h 39 min 52 s 3 | +3 min 12 s 1  | 10     |
| 6.   | Dani Sordo         | Marc Marti       | 8      | Hyundai i20 WRC       | Hyundai World Rally Team    | 3 h 39 min 53 s 1 | +3 min 12 s 9  | 8      |
| 7.   | Elfyn Evans        | Daniel Barritt   | 5      | Ford Fiesta RS WRC    | M-Sport WRT                 | 3 h 42 min 03 s 9 | +5 min 23 s 7  | 6      |
| 8.   | Sébastien Loeb     | Daniel Elena     | 4      | Citroen DS3 WRC       | Citroën Total Abu Dhabi WRT | 3 h 45 min 14 s 9 | +8 min 34 s 7  | 62     |
| 9.   | Martin Prokop      | Jan Tomanek      | 21     | Ford Fiesta RS WRC    | Jipocar Czech National Team | 3 h 46 min 35 s 0 | +9 min 54 s 8  | 2      |
| 10.  | Kris Meeke         | Paul Nagle       | 3      | Citroen DS3 WRC       | Citroën Total Abu Dhabi WRT | 3 h 47 min 35 s 8 | +10 min 55 s 6 | 43     |

3, 2, 1 : y compris les 3, 2 et 1 points attribués aux trois premiers de la spéciale télévisée (power stage).

### Spéciales chronométrées
| Étape            | Spéciale | Heure   | Nom                                      | Distance | Vainqueur       | Temps         | Leader          |
| ---------------- | -------- | ------- | ---------------------------------------- | -------- | --------------- | ------------- | --------------- |
| 1re (22 janvier) | ES1      | 20 h 21 | Entrevaux – Rouaine                      | 21,31 km | Sébastien Loeb  | 15 min 35 s 5 | Sébastien Loeb  |
| 1re (22 janvier) | ES2      | 21 h 29 | Norante – Digne les Bains                | 19,68 km | Sébastien Ogier | 13 min 57 s 1 | Sébastien Loeb  |
| 2e (23 janvier)  | ES3      | 09 h 56 | La Salle en Beaumont – Corps 1           | 15,84 km | Sébastien Loeb  | 10 min 23 s 9 | Sébastien Loeb  |
| 2e (23 janvier)  | ES4      | 10 h 29 | Aspres les Corps – Chauffayer 1          | 26,08 km | Robert Kubica   | 15 min 27 s 0 | Sébastien Loeb  |
| 2e (23 janvier)  | ES5      | 11 h 07 | Les Costes – Saint Julien en Champsaur 1 | 25,40 km | Robert Kubica   | 15 min 13 s 2 | Sébastien Loeb  |
| 2e (23 janvier)  | ES6      | 14 h 38 | La Salle en Beaumont – Corps 2           | 15,84 km | Sébastien Loeb  | 10 min 26 s 1 | Sébastien Loeb  |
| 2e (23 janvier)  | ES7      | 15 h 11 | Aspres les Corps – Chauffayer 2          | 26,08 km | Robert Kubica   | 14 min 36 s 1 | Sébastien Ogier |
| 2e (23 janvier)  | ES8      | 15 h 49 | Les Costes – Saint Julien en Champsaur 1 | 25,40 km | Sébastien Ogier | 15 min 15 s 9 | Sébastien Ogier |
| 3e (24 janvier)  | ES9      | 09 h 16 | Prunières – Embrun 1                     | 19,93 km | ANNULÉE         | ANNULÉE       | Sébastien Ogier |
| 3e (24 janvier)  | ES10     | 10 h 49 | Lardier et Valença - Faye                | 51,66 km | Robert Kubica   | 30 min 41 s 9 | Sébastien Ogier |
| 3e (24 janvier)  | ES11     | 13 h 55 | Prunières – Embrun 2                     | 19,93 km | Sébastien Loeb  | 10 min 42 s 4 | Sébastien Ogier |
| 3e (24 janvier)  | ES12     | 15 h 49 | Sisteron – Thoard                        | 36,85 km | Kris Meeke      | 24 min 32 s 9 | Sébastien Ogier |
| 4e (25 janvier)  | ES13     | 09 h 35 | Col St Jean – St Laurent 1               | 10,16 km | Kris Meeke      | 6 min 33 s 7  | Sébastien Ogier |
| 4e (25 janvier)  | ES14     | 10 h 50 | La Bollène Vésubie - Sospel              | 31,66 km | Sébastien Loeb  | 22 min 27 s 3 | Sébastien Ogier |
| 4e (25 janvier)  | ES15*    | 12 h 08 | Col St Jean – St Laurent 2               | 10,16 km | Kris Meeke      | 6 min 30 s 5  | Sébastien Ogier |

* Power stage : spéciale télévisée attribuant des points aux trois premiers pilotes

## Classements au championnat après l'épreuve

### Classement des pilotes
Selon le système de points en vigueur, les 10 premiers équipages remportent des points, 25 points pour le premier, puis 18, 15, 12, 10, 8, 6, 4, 2 et 1.
| Rang | Pilote             | Rallyes | Rallyes | Rallyes | Rallyes | Rallyes | Rallyes | Rallyes | Rallyes | Rallyes | Rallyes | Rallyes | Rallyes | Rallyes | Total points |
| Rang | Pilote             | MON     | SUE     | MEX     | ARG     | POR     | ITA     | POL     | FIN     | GER     | AUS     | FRA     | ESP     | GBR     | Total points |
| ---- | ------------------ | ------- | ------- | ------- | ------- | ------- | ------- | ------- | ------- | ------- | ------- | ------- | ------- | ------- | ------------ |
| 1er  | Sébastien Ogier    | 25      | -       | -       | -       | -       | -       | -       | -       | -       | -       | -       | -       | -       | 25           |
| 2e   | Jari-Matti Latvala | 191     | -       | -       | -       | -       | -       | -       | -       | -       | -       | -       | -       | -       | 19           |
| 3e   | Andreas Mikkelsen  | 15      | -       | -       | -       | -       | -       | -       | -       | -       | -       | -       | -       | -       | 15           |
| 4e   | Mads Østberg       | 12      | -       | -       | -       | -       | -       | -       | -       | -       | -       | -       | -       | -       | 12           |
| 5e   | Thierry Neuville   | 10      | -       | -       | -       | -       | -       | -       | -       | -       | -       | -       | -       | -       | 10           |
| 6e   | Dani Sordo         | 8       | -       | -       | -       | -       | -       | -       | -       | -       | -       | -       | -       | -       | 8            |
| 7e   | Elfyn Evans        | 6       | -       | -       | -       | -       | -       | -       | -       | -       | -       | -       | -       | -       | 6            |
| 8e   | Sébastien Loeb     | 62      | -       | -       | -       | -       | -       | -       | -       | -       | -       | -       | -       | -       | 6            |
| 9e   | Kris Meeke         | 43      | -       | -       | -       | -       | -       | -       | -       | -       | -       | -       | -       | -       | 4            |
| 10e  | Martin Prokop      | 2       | -       | -       | -       | -       | -       | -       | -       | -       | -       | -       | -       | -       | 2            |

| Couleur | Résultat                                                         |
| ------- | ---------------------------------------------------------------- |
| Or      | Vainqueur                                                        |
| Argent  | 2e place                                                         |
| Bronze  | 3e place                                                         |
| Vert    | Classé, dans les points                                          |
| Bleu    | Classé, hors des points Non classé (Nc.)                         |
| Mauve   | Abandon (Ab.) Retrait (Re.)                                      |
| Noir    | Disqualifié (Dq.)                                                |
| Blanc   | N'a pas pris le départ (Np.) Forfait (Forf.) Épreuve annulée (A) |
| Aucune  | N'a pas participé (-)                                            |

3, 2, 1 : y compris les 3, 2 et 1 points attribués aux trois premiers de la spéciale télévisée (power stage).

### Classement des constructeurs
| Rang | Équipe                                   | Rallyes | Rallyes | Rallyes | Rallyes | Rallyes | Rallyes | Rallyes | Rallyes | Rallyes | Rallyes | Rallyes | Rallyes | Rallyes | Total points |
| Rang | Équipe                                   | MON     | SUE     | MEX     | ARG     | POR     | ITA     | POL     | FIN     | GER     | AUS     | FRA     | ESP     | GBR     | Total points |
| ---- | ---------------------------------------- | ------- | ------- | ------- | ------- | ------- | ------- | ------- | ------- | ------- | ------- | ------- | ------- | ------- | ------------ |
| 1er  | Volkswagen Motorsport                    | 44      | -       | -       | -       | -       | -       | -       | -       | -       | -       | -       | -       | -       | 44           |
| 2e   | Hyundai World Rally Team                 | 18      | -       | -       | -       | -       | -       | -       | -       | -       | -       | -       | -       | -       | 18           |
| 3e   | Volkswagen Motorsport II                 | 15      | -       | -       | -       | -       | -       | -       | -       | -       | -       | -       | -       | -       | 15           |
| 4e   | Citroën Total Abu Dhabi World Rally Team | 10      | -       | -       | -       | -       | -       | -       | -       | -       | -       | -       | -       | -       | 10           |
| 5e   | M-Sport World Rally Team                 | 6       | -       | -       | -       | -       | -       | -       | -       | -       | -       | -       | -       | -       | 6            |
| 6e   | Jipocar Czech National Team              | 2       | -       | -       | -       | -       | -       | -       | -       | -       | -       | -       | -       | -       | 2            |
| 7e   | FWRT s.r.l.                              | 0       | -       | -       | -       | -       | -       | -       | -       | -       | -       | -       | -       | -       | 0            |